# Brunward
Brunward (* unbekannt; † 14. Januar 1238) war von 1178 bis 1191 Kanoniker im Schweriner Domkapitel und von 1191 bis 1238 Bischof in Schwerin. Er übernahm die Amtsgeschäfte sofort nach dem Tod seines Vorgängers Berno.

## Leben
Brunward stammte aus einer deutschen Familie, die zu den Ministerialen gerechnet wurde, vermutlich die nach Mecklenburg eingewanderte Ritterfamilie Negendank aus Niedersachsen.
Brunward dürfte relativ jung Kanonikus im Schweriner Domkapitel geworden sein, denn bereits 1178 wurde er als Domherr genannt. Im Jahr 1191 war er inzwischen zur Würde eines Domdekans aufgerückt.
Nach dem Tode Bischof Bernos 1191 gab es bei der Bestellung eines Nachfolgers Schwierigkeiten um die Vormacht im Diözesangebiet. Denn Brunwards Amtsantritt wurde mit Hilfe der mecklenburgischen Fürsten Heinrich Borwin I. und Nikolaus I. gegen den Hamburger Dompropst Hermann von Schwerin, Sohn des ersten Schweriner Grafen Gunzelin I. und Graf von Schwerin, durchgesetzt. Seine Wahl wurde nach Beratung eines Schiedsgerichts am 18. Juni 1195 in Boizenburg vom Domkapitel als Kompromiss anerkannt, aber erst nach einem Schiedsurteil durch den Lübecker Bischof Berthold am 15. März 1218 endgültig bestätigt. Dem Schiedsgericht gehörten der Bischof Isfried von Ratzeburg, Abt Arnold von St. Johannes zu Lübeck und der Lübecker Domherr Hermann an. Auch Papst Coelestin III. erkannte Brunward 1195 als Bischof endgültig an. Ungeklärt bleiben der Empfang der Bischofsweihe und die Übernahme der bischöflichen Jurisdiktion.
Große Verdienste erwarb sich Bischof Brunward in den Jahren nach 1218 bei Klostergründungen und dem Ausbau der kirchliche Organisation in seinem Bistum mit der Gründung weiterer Kirchen. Brunward gründete mehr Klöster als jeder andere Bischof im Schweriner Bistum. Am 1. Oktober 1219 gründete Fürst Heinrich Borwin I. und bestätigte mit Bischof Brunward den kleinen Konvent von Ordensfrauen im Neuen Kloster St. Maria im Sonnekamp. Bischof Brunward bestätigte 1219 die Gründung und Bewidmung des Klosters Sonnenkamp (Neukloster) und verlieh als Wohltäter den Zehnten im Klostergebiet. Am 7. Juni 1222 folgte das Antoniterkloster Tempzin, hart an der Grenze des Stiftslandes gelegen. Das Antonius-Hospital wurde zu einem wichtigen Stützpunkt christlicher Krankenfürsorge. Dem von Fürst Heinrich Borwin I. am 3. Juni 1229 gegründeten Kollegiatkapitel Güstrow, das damals noch zum Bistum Schwerin gehörte, gab Bischof Brunward am 27. April 1226 die kirchliche Bestätigung. Papst Gregor IX. nannte das Kollegiatkapitel bereits zu Cammin gehörig.
Das Pontifikat Brunwards wurde von Kämpfen um den Verlauf der Grenzen der Diözese gekennzeichnet und so es gab öfters Streit mit den Nachbarbistümern Cammin und Havelberg. Selbst die päpstliche Kurie hatte unklare Vorstellungen von den wirklichen Rechtsverhältnissen, den Grenzen der Kirchenprovinzen und den Bistumsgrenzen. In diesen Zeiten geschehene Urkundenmanipulationen ließen keine objektiven Bewertungen zu.
Das Kloster Doberan durfte sich mehrfach besonderer Zeichen bischöflichen Wohlwollens erfreuen. Die erste Kirche Doberans konnte Brunward am 3. Oktober 1232 im Beisein des päpstlichen Legaten Bischof Balduin von Semgallen, der Bischöfe Johannes von Lübeck und Petrus von Ratzeburg sowie der Äbte aus Dargun, Dünamünde und Lübeck und weiterer Persönlichkeiten, darunter drei Mecklenburger Fürsten, weihen. Nach 1231 erfolgten Schenkungen von Zehnten an das Kloster Neuenkamp folgte 1232 die Gründung des Klosters zu Rühn. Am 14. Mai 1233 konnte Erzbischof Gerhard II. von Bremen das neue Benediktinerinnenkloster bereits bestätigen, das am 8. Juli 1233 durch Brunward bewidmet wurde.
Beim Benediktinerkloster Dobbertin wirkte Brunward als Diözesanbischof mit. Bestätigten am 28. August 1227 die Fürsten Johann und Nikolaus den Güterbesitz noch dem Mönchskloster, so verlieh Bischof Brunward am 27. Oktober 1234 die freie Wahl des Propstes und der Priorin in das nun in ein Nonnenkloster umgewandelte Kloster.
Bischof Brunward unterstützte den Franziskanerkonvent in Schwerin. Sie besaßen 1236 zwar noch keine Kirche, allerdings schon einen Friedhof in fratrum cimiterio. Brunward erteilte der Gräfin Audacia mit ihren vier Töchtern die Erlaubnis zum Sakramentenempfang und zum Begräbnis bei den Franziskanern.
Erwähnenswert in der Amtsführung Bischof Brunwards sind seine Bemühungen um Konsolidierung des Stiftslandes um Bützow und Warin mit beiden bischöflichen Residenzen und die dort während seiner Regierungszeit gegründeten Stiftskirchen in Bützow und Warin. Bützow erhielt am 24. Januar 1229 einen zweiten Priester und Warin wurde am 8. Juli 1229 dem Archidiakonat des Propstes vom Kloster Rühn unterstellt. Unter Brunward wurde der Sprengel nach und nach in Archidiakonatsbezirke gegliedert und den Archidiakonen zahlreiche bischöfliche Aufgaben übertragen.
Bischof Brunward gilt als ein tüchtiger und würdiger Vertreter seines Standes, der seiner Berufung trotz schwerer Belastungen in politisch unruhiger Zeit alle Ehre machte und zu den Großen unter den Schweriner Bischöfen gezählt werden darf. Er starb am 14. Januar 1238; wo er begraben wurde, ist nicht überliefert.

## Siegel
Von Bischof Brunward sind drei Siegel bekannt geworden.
Im ersten Siegel führte Brunward das Bild eines thronenden Bischofs mit verzierten Seitenlehnen, den Krummstab in der rechten und ein Buch in der linken Hand auf dem Knie.
Im zweiten parabolischem Siegel sitzt der Bischof auf einem unverzierten Sessel, in der rechten Hand den Bischofsstab, in der ausgestreckten linken Hand ein Buch haltend. Die Umschrift lautet: + BRUNWARDUS DI GRA ZWERINENSIS EPC.
Das dritte Siegel ähnelt dem zweiten, hatte aber eine feinere Ausführung. Der Bischof hält hier mit der Linken das Buch vor die linken Brust. Die Umschrift lautet: + BRUNWARDUS DEI GRA ZWERINENSIS EPC.
An den Urkunden Nr. 406 und 429 hängt das Bischofssiegel an rot-gelben Seidenfäden, den Farben des späteren Bistumswappen.